# Beach Buggy Blitz
Beach Buggy Blitz es un videojuego de carreras desarrollado y publicado por Vector Unit para Android, iOS y BlackBerry 10.

## Jugabilidad
Beach Buggy Blitz se basa en una mecánica de «conducción infinita» que te desafía a conducir lo más lejos posible. Puede recolectar monedas en el camino para mejorar o pintar su automóvil, desbloquear nuevos vehículos y conductores, incluso personalizar el juego con nuevos potenciadores y consumibles.

## Recepción
Gamezebo le dio a la versión de Android una crítica entusiasta, diciendo que «Beach Buggy Blitz es uno de los mejores títulos que Android tiene para ofrecer», y 148Apps dijo que «Beach Buggy Blitz es fantástico y uno de los mejores de su tipo en iOS. Un placer absoluto jugar y volver a jugar.»

## Secuelas
El juego ha recibido dos secuelas; Beach Buggy Racing, que se lanzó por primera vez en 2014, y Beach Buggy Racing 2, que se lanzó por primera vez en 2018. Ambos títulos son gratuitos, con la excepción de los lanzamientos de consola doméstica que deben pagarse; originalmente, la versión de consola doméstica de Beach Buggy Racing 2 titulada Beach Buggy Racing 2: Island Adventure estaba programada para lanzarse en 2020, sin embargo, debido a la pandemía de COVID-19, el título se retrasaría hasta el primer trimestre de 2021 como se indica en el sitio web de Vector Unit, el título se lanzó el 10 de marzo de 2021. Beach Buggy Racing 2 se puede jugar en vehículos Tesla.